# Antoni Kazimierz Sapieha
Antoni Kazimierz Sapieha (ur. przed 6 listopada 1689, zm. 16 maja 1739 w Dereczynie) – poseł, starosta merecki i puński, kasztelan trocki. Przed 7 grudnia 1706 roku mianowany stolnikiem litewskim, ustąpił z urzędu po powrocie Augusta II Mocnego w 1709 roku, dyrektor wileńskiego sejmiku przedsejmowego w 1724 roku.
Był synem Jerzego Stanisława i Izabeli Heleny z Połubińskich.
Kształcił się w Paryżu w latach 1705–1709. Po upadku Stanisława Leszczyńskiego przebywał w Prusach u boku dziadka, Kazimierza Jana, prawdopodobnie uczestnicząc w przedsięwzięciach antydworskich lat 1711–1713.
24 marca 1713 po złożeniu przysięgi na wierność Augustowi II Antoni Kazimierz uzyskał amnestię i mógł wrócić do kraju. Po powrocie działał głównie w Trybunale Głównego Wielkiego Księstwa Litewskiego i sejmikach deputackich. W 1723 zaangażował się w sprowadzenie pijarów do Wilna, w celu przełamania monopolu jezuickiego na szkolnictwo. W 1724 został marszałkiem Trybunału Głównego Wielkiego Księstwa Litewskiego.
W 1726 przebywa w Sankt Petersburgu, gdzie bierze udział w zaręczynach kuzyna Piotra Pawła z Marią Mienszykow.
Posłował na sejm 1729 zajmując stanowisko antykrólewskie. Był jednym z kandydatów na marszałka sejmu konwokacyjnego w 1733 roku. Jako poseł na sejm konwokacyjny 1733 roku z powiatu słonimskiego był członkiem konfederacji generalnej zawiązanej 27 kwietnia 1733 roku na tym sejmie. Poseł i pułkownik powiatu słonimskiego na sejm elekcyjny 1733 roku. Na elekcji poparł Stanisława Leszczyńskiego, u którego boku przebywał do czasu jego abdykacji w 1736 r., będąc międzyczasie aresztowany w czerwcu 1734 w rosyjskim obozie w Pruszczu za niezłożenie przysięgi wierności Augustowi III. Był jednym z autorów listu do papieża Klemensa XII wyliczający wszystkie nieprawości stronnictwa saskiego.
W lipcu 1737 otrzymał kasztelanię trocką, mimo że cały czas utrzymywał kontakt z Leszczyńskim i oskarżano go o antydworskie intrygi.
Ocalały fragmenty jego dziennika z lat 1728–1733.
W 1726 roku został odznaczony Orderem św. Aleksandra Newskiego.
Zmarł 16 maja 1739 w Dereczynie został pochowany w nieistniejącym już dziś kościele OO Dominikanów w Dereczynie.